# 오지환 (희극인)
오지환은 
한국의 희극 배우다. 아버지가 어릴적 돌아가셔서 생계를 책임져야해서 병역면제를 받았다.

## 출연 작품
- 《코미디에 빠지다》 (MBC, 2013년)
- 《코미디의 길》 (MBC, 2014년)